# Внутри (фильм, 2023)
«Внутри» (англ. Inside) — фильм в жанре психологического триллера режиссёра Василиса Кацуписа. В главной роли — Уиллем Дефо. Его премьера в США состоялась 17 марта 2023 года.

## Сюжет
Профессиональный вор Немо, специализирующийся на кражах произведений искусства, проникает в роскошный пентхаус на Манхэттене. Он охотится за рисунком Эгона Шиле, но не находит его. Не справившись с сигнализацией, вор провоцирует срабатывание системы безопасности и оказывается запертым в помещении. Взломать бронированную дверь и разбить пуленепробиваемые окна ему не удаётся. Запаниковав, он упорно пытается дозвониться до своего сообщника, доставившего его на крышу здания на вертолёте. Однако тот цинично рекомендует Немо спасаться самому, после чего отключается, бросив его на произвол судьбы.
Немо приходится выживать в одиночку в наглухо закрытом умном доме, хозяин которого надолго улетел на выставку в Казахстан. Адекватно оценив своё положение, незадачливый грабитель не прочь уже сдаться полиции, но никакими способами не может дать о себе знать находящимся снаружи. Исследуя все возможности выбраться, Немо начинает собирать и ломать всю доступную мебель, чтобы выстроить посередине огромной комнаты-студии сооружение, которое достанет до потолка. Под потолком встроено световое окно, которое можно демонтировать. Постепенно, одну за другой, Немо отворачивает удерживающие его гайки, не имея для этого никаких нормальных инструментов. От отчаяния он создаёт в помещении нечто вроде инсталляции, с алтарём в центре, на котором он выкладывает выкрученные гайки. 
Герой вынужден бороться с системой климат-контроля здания, которая бросает его то в жар, то в холод, а также добывать влагу из системы орошения домашнего садика, поскольку подача воды в водопровод автоматически перекрыта. В студии имеется ещё небольшой внутренний бассейн, но неосторожный Немо быстро замусоривает его, в результате чего вода в нём становится непригодной не только для питья, но и для умывания. Развлекается Немо тем, что просматривает систему видеонаблюдения, следя за охранниками и молоденькой уборщицей, к которой быстро проникается тёплыми чувствами. Однако когда она поднимается к нему на этаж, он тщетно пытается привлечь её внимание, молотя изнутри подручными предметами по массивной двери с полной звукоизоляцией. В поисках одежды Немо проникает в платяной шкаф, где обнаруживает потайную дверь. В расположенном за ней тайнике он находит раритет, ради которого проник в квартиру, и несколько других ценных артефактов. Постепенно герой теряет рассудок. У него кончается провизия из холодильника, а вода в оросительную систему поступает нерегулярно. Немо вынужден питаться собачьими консервами и рыбками из аквариума. Отвинчивая гайки, он, в конце концов, лишается сил, падает со своей башни и ломает ногу. 
Наступает зима, на улице идёт снег. Теряя последние силы, Немо замечает на потолке кухни датчик системы пожаротушения, после чего провоцирует возгорание и поток воды из спринклеров. Однако и на этот раз никто не появляется, хотя непонятно, куда стекает заливающая стены и пол помещений пентхауза вода. Всё что ему остаётся — сохранить от потопа найденный шедевр Шиле и несколько других ценных экземпляров коллекции хозяина. Обессилевшего героя посещают галлюцинации: хозяин квартиры, пригласивший его на выставку, охранники и уборщица. В финале он оставляет на стене послание владельцу с извинениями за разгромленные апартаменты. Стекло не удерживаемое гайками, само вываливается из рамы. Из последних сил Немо снова начинает лезть на башню, но удастся ли ему, наконец, выбраться на крышу и найти себе, таким образом, путь к свободе, так и остаётся неизвестным.

## В ролях
- Уиллем Дефо — Немо[5]
- Жене Бервутс — хозяин квартиры
- Элиза Стюк — Жасмин, уборщица

## Производство
Съёмки фильма завершились 1 июня 2021 года.

## Премьера
Премьера фильма в США состоялась 17 марта 2023 года.

## Восприятие
На сайте-агрегаторе Rotten Tomatoes фильм имеет рейтинг 61 % на основании 85 обзоров критиков со средним баллом 6 из 10.
На сайте-агрегаторе Metacritic рейтинг фильма составляет 53 балла из 100 на основании 29 обзоров критиков, что означает «смешанные или средние отзывы».